# Abkopplungsstrategie
Die Abkopplungsstrategie ist eine Entwicklungsstrategie, der eine autozentrierte und eigenständige Entwicklung zu Grunde liegt. Dies erfordert eine Herauslösung (Abkopplung) des Entwicklungslandes aus dem Weltmarkt.
Vorbild ist hierbei der chinesische Entwicklungsweg unter Mao Zedong („autozentrierte Entwicklung“), der darauf abzielte, gestützt auf eigene Bedürfnisse und Ressourcen eine eigenständige Wirtschaft und Gesellschaft aufzubauen. In der Ära Mao Zedongs schaffte es die Volksrepublik China, eine Grundstoffindustrie aufzubauen, die die Basis für weitere Entwicklungen, insbesondere den Aufbau einer verarbeitenden Industrie ermöglichte. Allerdings war der Plan Mao Zedongs mit großen Opfern für die chinesische Bevölkerung verbunden bis hin zu Hungersnot-artigen Zuständen, da man den Plan rigoros durchführte. Nach Durchleiden mehrjähriger Härten und nach Ergreifen von Anpassungsmaßnahmen unter Mao selbst und unter dessen Nachfolger Deng Xiaoping schaffte China die Loslösung von verbleibender Unterentwicklung und den Übergang in einen schwellenländischen Industriestaat. Einige notwendige Reformen, insbesondere zur strukturellen Stützung der ländlichen Bevölkerung, blieben jedoch noch weit über die Regierungsphase von Deng Xiaoping hinaus notwendig. Dies ändert jedoch nichts an dem Verlauf und an dem, wenn auch spät einsetzenden Erfolg der zeitweiligen Abkopplung Chinas aus der Weltwirtschaft und des Beschreitens eines mehrere Jahrzehnte andauernden Sonderweges.
Eine Umsetzung der Abkopplungsstrategie gilt allgemein als schwierig, da IWF und Weltbank gegen Abkopplungsvorhaben von Entwicklungsländern hohe Hürden aufgebaut haben, des Weiteren die Entwicklungsländer unterschiedlich mit Ressourcen ausgestattet sind und deren Binnenmarktgrößen für eine Abkopplung oft kaum ausreichen.